# HMS Warspite (03)
L'HMS Warspite va ser un dels cinc cuirassats de classe Queen Elizabeth construïts per a la Royal Navy a principis dels anys 1910. Completat durant la Primera Guerra Mundial el 1915, va ser assignada a la Gran Flota i va participar en la batalla de Jutlàndia. A part d'aquesta batalla, i de l'acció poc concloent del 19 d'agost, el seu servei durant la guerra consistia generalment en patrulles rutinàries i entrenament al mar del Nord. Durant el període d'entreguerres, el vaixell es va desplegar a l'oceà Atlàntic i al mar Mediterrani, sovint servint com a vaixell insígnia, i es va modernitzar completament a mitjans dels anys trenta.
Durant la Segona Guerra Mundial, el Warspite va participar en la campanya de Noruega a principis de 1940 i va ser traslladat al Mediterrani més tard aquell any, on el vaixell va participar en accions de la flota contra la Regia Marina mentre també escortava combois i bombardejava les tropes italianes a terra. Va ser danyat per avions alemanys durant la batalla de Creta a mitjans de 1941 i va requerir sis mesos de reparació als Estats Units. Es van completar després de l'inici de la guerra del Pacífic al desembre i el vaixell va navegar a través del Pacífic per unir-se a la flota oriental a l'oceà Índic a principis de 1942. El Warspite va tornar a casa a mitjans de 1943 per dur a terme suport de foc naval com a part de la Força H durant la campanya italiana. Va ser molt danyat per les bombes planeadores alemanyes controlades per ràdio durant els desembarcaments a Salern i va passar la major part de l'any següent en reparació. El vaixell va bombardejar posicions alemanyes durant el desembarcament de Normandia i a l'illa Walcheren el 1944, tot i no estar completament reparat. Aquestes accions li van valer la majoria dels honors de batalla concedits mai a un vaixell individual de la Royal Navy. Per aquest i altres motius, el Warspite es va guanyar el sobrenom de "Gran Vella Dama" ("Grand Old Lady") després d'un comentari fet per l'almirall Sir Andrew Cunningham el 1943 mentre era el seu vaixell insígnia.
Quan es va llançar el 1913, l'ús del petroli com a combustible i canons de 15 polzades no provats van ser conceptes revolucionaris en la carrera armamentista naval entre Gran Bretanya i Alemanya, un risc considerable per a Winston Churchill, aleshores primer lord de l'almirallat i l'Almirall de la Flota Sir Jackie Fisher, que havia defensat el disseny. No obstant això, els nous "cuirassats ràpids" van demostrar ser un èxit excepcional durant la Primera Guerra Mundial. Retirat del servei el 1945, el Warspite va encallar sota remolc per ser desballestat el 1947 a les roques prop de Prussia Cove, Cornualla, i finalment es va trencar a prop.

## Disseny i descripció
Els vaixells de la classe Queen Elizabeth van ser dissenyats per formar un esquadró ràpid per a la flota que estava destinada a operar contra els vaixells líders de la línia de batalla enemiga. Això requeria la màxima potència ofensiva i una velocitat uns quants nusos més veloç que qualsevol altre cuirassat per permetre'ls derrotar qualsevol tipus de vaixell.
El Warspite tenia una longitud total de 643 peus 9 polzades (196,2 m), una mànega de 90 peus 7 polzades (27,6 m) i un calat profund de 33 peus (10,1 m). Va tenir un desplaçament normal de 32.590 tones llargues (33.110 t) i desplaçava 33.260 tones llargues (33.794 t) amb càrrega profunda. Va ser impulsada per dos jocs de turbines de vapor Parsons, cadascuna conduïa dos eixos utilitzant vapor de 24 calderes Yarrow. Les turbines tenien una potència de 75.000 cavalls de potència (56.000 kW) i pretenien assolir una velocitat màxima de 25 nusos (46,3 km/h; 28,8 mph). El vaixell tenia una autonomia de 5.000 milles nàutiques (9.260 km; 5.754 milles) a una velocitat de creuer de 12 nusos (22,2 km/h; 13,8 mph). La seva tripulació comptava amb 1.025 oficials i mariners el 1915 i 1.220 el 1920.
La classe Queen Elizabeth estava equipada amb vuit canons Mk I de 15 polzades (381 mm) en quatre torretes de dos canons, en dos parells de superfocs davant i darrere de la superestructura, designats "A", "B", "X" i "Y" de davant a darrere. Dotze dels catorze canons Mk XII BL de 6 polzades (152 mm) estaven muntats en casamates al llarg del costat ample del vaixell al mig de la nau; la parella restant es va muntar a la coberta del castell de proa prop de l'embut de popa i estaven protegides per escuts. L'armament antiaeri (AA) estava format per dos canons Mk I 20 cwt (QF) de 3 polzades (76 mm). Els vaixells estaven equipats amb quatre tubs de torpede submergits de 21 polzades (533 mm), dos a cada costa.
El Warspite es va completar amb dos directors de control de foc equipats amb telèmetres de 15 peus (4,6 m). Un es va muntar a sobre de la torre de comandament, protegit per una caputxa blindada, i l'altre es trobava a la part superior per sobre del pal del trípode. Cada torreta també estava equipada amb un telèmetre de 15 peus. L'armament principal també podria ser controlat per la torreta 'B'. L'armament secundari estava controlat principalment per directors muntats a cada costat de la plataforma de la brúixola al pal d'avantguarda una vegada que es van instal·lar el juliol de 1917.
El cinturó de flotació de la classe Queen Elizabeth constava d'un blindatge cimentat Krupp (KC) que tenia 13 polzades (330 mm) de gruix sobre els elements vitals dels vaixells. Les torretes de canons estaven protegides per 11 a 13 polzades (279 a 330 mm) de blindatge KC i estaven suportades per barbetes de 7 a 10 polzades (178 a 254 mm) de gruix. Els vaixells tenien múltiples cobertes blindades que oscil·laven entre 1 i 3 polzades (25 a 76 mm) de gruix. La torre de comandament principal estava protegida per 13 polzades d'armadura. Després de la batalla de Jutlàndia, es va afegir 1 polzada d'acer d'alta resistència a la coberta principal sobre les santabàrbares i es va afegir equipament anti-flash addicional als magatzems.
El vaixell estava equipat amb plataformes de vol muntades als sostres de les torretes "B" i "X" l'any 1918, des de les quals podien llançar-se caces i avions de reconeixement. Es desconeix exactament quan es van retirar les plataformes, però no més tard de la reconstrucció del Warspite de 1934-1937.

## Construcció i historial de servei
El Warspite va ser el sisè vaixell de guerra de la Royal Navy que portava aquest nom. Se li va posar la quilla el 21 d'octubre de 1912 a Devonport Royal Dockyard, avarat el 26 de novembre de 1913 i acabat l'abril de 1915 sota el comandament del capità Edward Phillpotts. El Warspite es va unir al 2n Esquadró de Batalla de la Gran Flota després d'una sèrie de proves d'acceptació, incloent proves d'artilleria, amb Churchill present quan va disparar els seus canons de 15 polzades (381 mm). Churchill va quedar prou impressionat amb la seva precisió i potència. A finals de 1915, el Warspite va quedar a terra al riu Forth causant alguns danys al seu casc; havia estat conduït pels seus destructors d'escorta pel canal de petites naus. Després de patir reparacions durant dos mesos a Rosyth i Jarrow, es va incorporar a la Gran Flota, aquesta vegada com a part del nou 5è Esquadró de Batalla que s'havia creat per als vaixells de la classe Queen Elizabeth. A principis de desembre, el Warspite va estar involucrat en un altre incident quan, durant un exercici, va xocar amb el seu vaixell germà Barham, que va causar danys considerables a l'arc del Warspite. Va tornar a Scapa Flow i d'allà a Devonport per a més treballs de reparació, i es va incorporar a la flota la vigília de Nadal de 1915.

### Primera Guerra Mundial

#### Batalla de Jutlàndia (1916)
Després de l'atac alemany a Lowestoft l'abril de 1916, el Warspite i el 5è Esquadró de Batalla van ser assignats temporalment a la Força de Creuers de Batalla del vicealmirall David Beatty. El 31 de maig, el Warspite va ser desplegat amb l'esquadra per lluitar en la batalla de Jutlàndia, la trobada naval més gran entre Gran Bretanya i Alemanya durant la guerra. Després d'un error de senyalització, els cuirassats es van quedar darrere dels vaixells ràpids de Beatty durant l'acció dels creuers de batalla, i el 5è Esquadró de Batalla va ser exposat a un fort foc de la Flota d'Alta Mar alemanya quan la força es va girar cap al nord encara que el Warspite va poder anotar el seu primer cop al creuer de batalla Von der Tann.

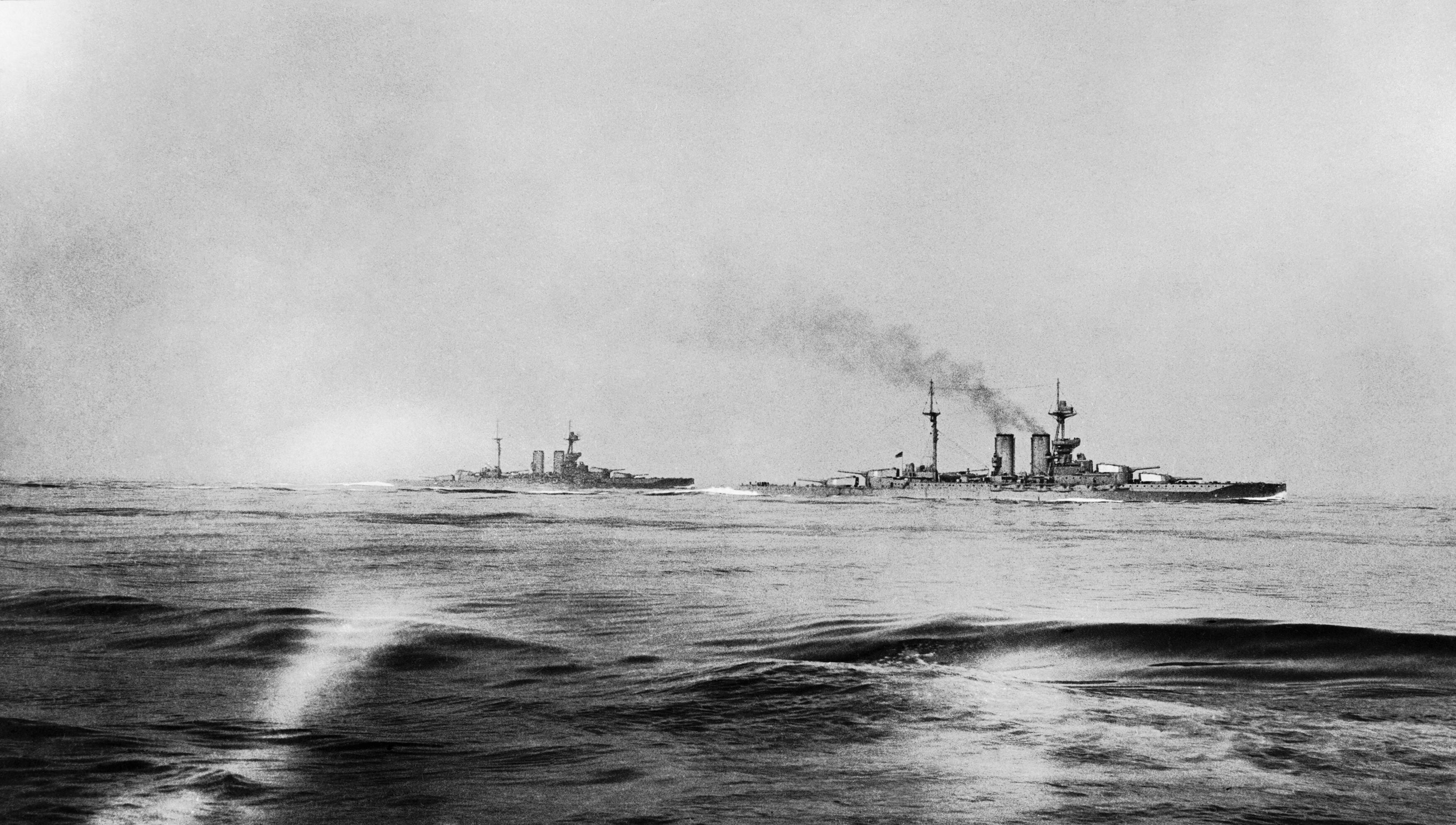
El Warspite i el Malaya a Jutlàndia

Aleshores, el 5è Esquadró de Batalla es va dirigir cap al nord, intercanviant foc tant amb la força dels creuers de batalla d'Hipper com amb els elements capdavanters dels cuirassats de Scheer, danyant el Markgraf Quan l'esquadró es va girar per unir-se a la Gran Flota, el dany d'un obús que va colpejar la sala de màquines de l'ala de port va fer que la direcció del Warspite s'enfonsés mentre intentava evitar els seus vaixells germans Valiant i Malaya. El capità Phillpotts va decidir mantenir el rumb, de fet girant, en comptes d'aturar-se i fer marxa enrere. Aquesta decisió va exposar el Warspite i el va convertir en un objectiu temptador; va ser colpejat diverses vegades, però sense voler va desviar l'atenció del creuer blindat Warrior, que havia estat greument danyat mentre atacava els principals elements de la flota alemanya. Aquesta acció li va guanyar l'admiració de la tripulació supervivent del Warrior, que creia que el moviment del Warspite havia estat intencionat.

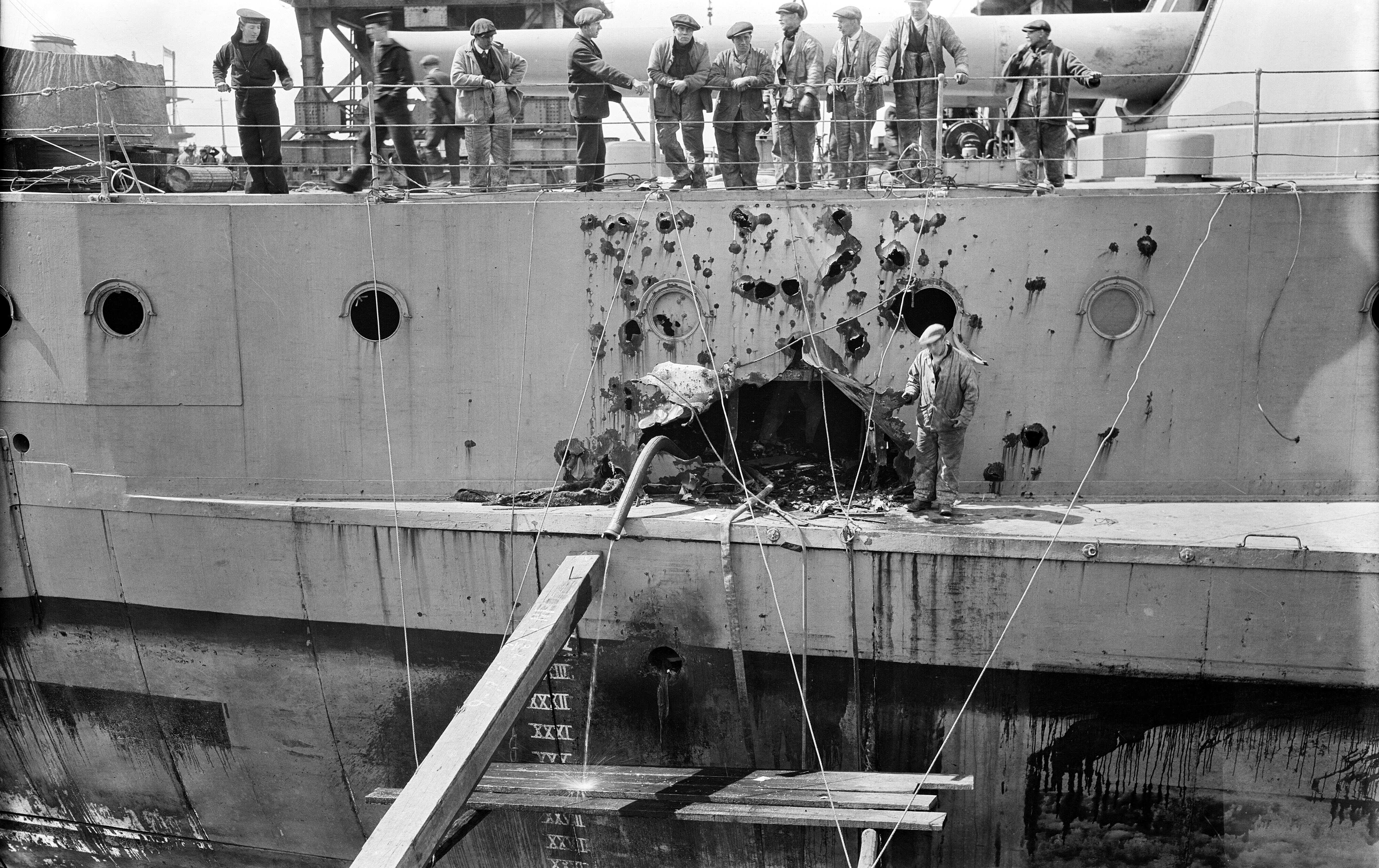
Danys causats per un obús que va explotar dins del vaixell a Jutlàndia

La tripulació va recuperar el control del Warspite després de dos cercles complets. Els seus esforços per acabar amb el moviment circular el van situar en un rumb que la va portar cap a la flota alemanya. Els telèmetres i l'estació de transmissió no eren funcionals i només la torreta "A" podia disparar, encara que sota control local amb 12 salves que no arribaven al seu objectiu. El subtinent Herbert Annesley Packer va ser ascendit posteriorment pel seu comandament de la torreta "A". En lloc de continuar, el Warspite es va aturar durant deu minuts perquè la tripulació pogués fer reparacions. Van aconseguir corregir el problema, però el vaixell estaria plagat d'irregularitats de govern durant la resta de la seva carrera naval. Quan la llum s'esvaïa, la Gran Flota va creuar per davant de la línia de batalla alemanya i va obrir foc, forçant la Flota d'Alta Mar a retirar-se i permetent que el Warspite s'escapés.
El Warspite va rebre quinze impactes durant la batalla, i va tenir 14 morts i 16 ferits; entre aquest últim suboficial Walter Yeo, que es va convertir en un dels primers homes a rebre reconstrucció facial mitjançant cirurgia plàstica. Tot i que havia estat molt danyat, el Warspite encara podia aixecar el vapor i va rebre l'ordre de tornar a Rosyth durant la tarda del 31 de maig pel contraalmirall Hugh Evan-Thomas, comandant del 5è Esquadró de Batalla. Mentre travessava el mar del Nord, el vaixell va ser atacat per un submarí alemany. L'U-boat va disparar tres torpedes, tots els quals van fallar el seu objectiu. El Warspite més tard va intentar embestir un submarí a la superfície. Va fer senyals per als escortes i un esquadró de torpediners va sortir a trobar-lo. Van ser massa lents per controlar-lo de manera eficaç, però no hi va haver més trobades amb vaixells alemanys i va arribar a Rosyth amb seguretat el matí de l'1 de juny, on va trigar dos mesos a reparar els danys.

#### 1916–1918
Un cop acabades les seves reparacions, el Warspite es va unir de nou al 5è Esquadró de Batalla. Una altra desgràcia va sorgir poc després, quan va xocar amb el Valiant després d'un exercici de tir nocturn, la qual cosa va necessitar més treballs de reparació a Rosyth. El capità Philpotts va evitar la reprimenda en aquesta ocasió, però va ser traslladat a una feina a terra com a assistent naval del nou Primer Lord del Mar, l'almirall Jellicoe. Va ser substituït pel capità de Bartolome el desembre de 1916. El juny de 1917, el Warspite va xocar amb un destructor, però no va requerir reparacions importants. A principis d'abril de 1918 es va unir a la Gran Flota en una persecució infructuosa de la flota alemanya d'alta mar que havia estat a la recerca d'un comboi prop de Noruega. El 1918, el Warspite va haver de passar quatre mesos reparant-se després que una sala de calderes es va incendiar. El capità Hubert Lynes va rellevar el capità de Bartolome i el 21 de novembre va treure el Warspite per escortar la flota alemanya d'alta mar a l'internament a Scapa Flow després de la signatura de l'armistici.

### Interbellum (1919–1939)

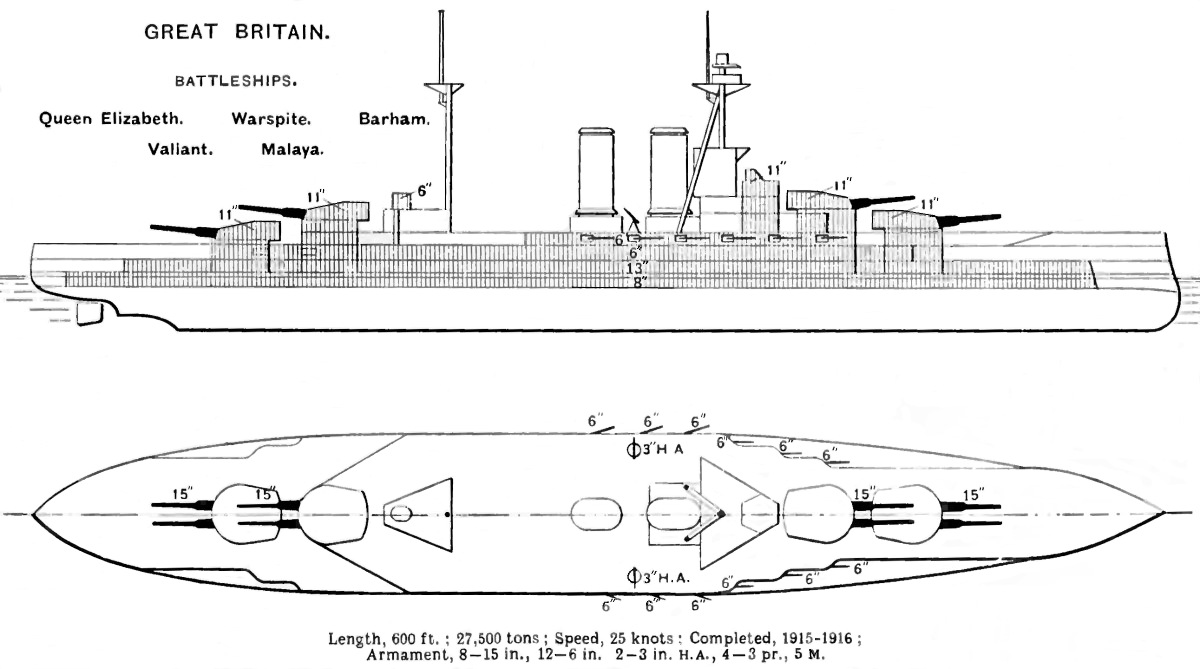
Diagrama de la classe Queen Elizabeth publicat per Brassey's Naval Annual el 1923

El 1919, el Warspite es va unir al 2n Esquadró de Batalla, part de la recentment formada Flota de l'Atlàntic, i va emprendre creuers regulars de primavera al Mediterrani. El 1924, va assistir a una revista de la flota reial a Spithead, presidida pel rei Jordi V. Més tard l'any, el Warspite va sofrir una modernització parcial que va alterar la seva superestructura encaixant els seus dos embuts en un, va millorar la seva protecció de blindatge amb protuberàncies de torpedes, va canviar els canons d'angle alt de 3 polzades amb nous antiaeris de 4 polzades i li va treure la meitat dels tubs de torpede. Un cop finalitzat el procés el 1926, el Warspite va assumir el paper de vaixell insígnia del comandant en cap i segon al comandament de la flota mediterrània. In El 1927, sota el comandament del capità James Somerville, va colpejar una roca que no figurava a les cartes a l'Egeu i va rebre l'ordre de tornar a Portsmouth per a reparacions. El 1930, el Warspite es va unir de nou a la flota de l'Atlàntic. Estava al mar quan les tripulacions d'una sèrie de vaixells de guerra es van amotinar a Invergordon el setembre de 1931, tot i que més tard tres mariners van ser acomiadats del vaixell. Al març de 1933, un vaixell de passatgers romanès s'embolicà per la boira davant de Portugal, però no va requerir reparacions importants.
Entre març de 1934 i març de 1937, va patir una important reconstrucció a Portsmouth amb un cost de 2.363.000 lliures. Aquesta renovació va donar a l'Almirallat un vaixell de guerra pràcticament nou, substituint la maquinària interna i canviant significativament l'aparença i les capacitats del cuirassat.
- Propulsió: el projecte de reconstrucció va substituir la seva maquinària de propulsió i va instal·lar sis sales de calderes individuals, amb calderes de tres tambors de l'Almirallat, en lloc de 24 calderes Yarrow; es van instal·lar turbines Parsons amb engranatges en quatre noves sales de màquines i sales d'engranatges. Això va augmentar l'eficiència del combustible, reduint el consum de combustible de 41 tones per hora a 27 a gairebé 24 nusos, i va donar al vaixell de guerra 80.000 hps. L'estalvi de pes de 1.500 tones llargues (1.524 t) de la maquinària més lleugera es va utilitzar per augmentar la protecció i l'armament.[35]
- Blindatge: es van afegir 1.100 tones llargues (1.118 t) de blindatge, millorant la cobertura davant de la torreta A i les sales de calderes, així com un augment a 5 polzades sobre els carregadors i 3,5 polzades sobre la maquinària.[36] Una millor subdivisió de les sales d'enginyeria va reforçar el casc i va millorar la seva integritat.[37]
- Armament: es van retirar l'últim parell de tubs de torpedes i es va reduir la protecció dels canons de 6 polzades; es van retirar quatre canons dels extrems avant i posterior de les bateries.[35] A les seves defenses antiaèries es van afegir vuit canons d'angle alt de 4 polzades en quatre muntatges bessons i dos octuples pompons 2 pdr, així com metralladores addicionals de calibre .50 en dues de les torretes principals.[35] Les torretes originals de 15 polzades es van actualitzar per augmentar l'elevació dels canons en deu graus (de 20° a 30°), proporcionant 9.000 iardes més d'abast fins a un màxim de 32.300 iardes (29,5 km) amb un obús 6crh. closca.[38] El control de foc també es va modernitzar per incloure el sistema de control de foc HACS Mk III* AA i la Taula de control de foc de l'Almirallat Mk VII per al control de foc de superfície de l'armament principal.[35]

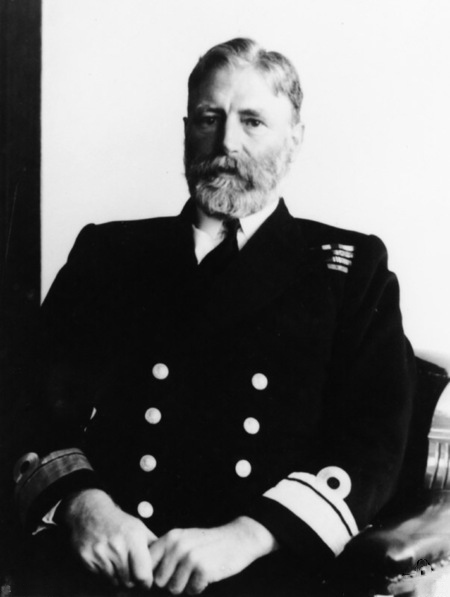
El capità Victor Crutchley VC, representat com a contraalmirall

A més, la seva superestructura es va alterar radicalment, permetent la instal·lació de dues grues i un hangar d'avions. Aquest podia transportar quatre avions, però el Warspite normalment només en portava dos: del 1938 al 1941 es tractava d'hidroavions Swordfish i del 1942 al 1943 dels hidroavions Walrus. El seu pal de trípode es va retirar i es va construir una ciutadella blindada distintiva per tancar el pont i oferir espai perquè ella funcionés com a vaixell insígnia.
Després de la finalització del reacondicionament, el Warspite va ser reencarregat sota el comandament del capità Victor Crutchley. La intenció era que ella es convertís en el vaixell insígnia de la flota mediterrània de l'almirall Dudley Pound, però les proves van revelar problemes amb la maquinària de propulsió i la direcció, un llegat de Jutlàndia, que va continuar assetjant el Warspite i va retardar la seva sortida. Aquests retards i el treball necessari per rectificar-los també van afectar els arranjaments de baixa de la tripulació i van fer que alguns mariners exposessin les seves opinions als diaris nacionals, enfadant a Pound. El Warspite finalment va entrar a Grand Harbour, a Malta, el 14 de gener de 1938 i va continuar la pràctica i l'entrenament d'artilleria. At Al final d'un exercici antiaeri, un guardiamarina júnior va descarregar de manera independent el seu canó amb pompon després que un avió de remolc volés baix per sobre per mostrar el seu objectiu adjunt a la tripulació. El Warspite havia girat cap a Valletta en acabar l'exercici i els obusos es van llançar cap a la ciutat. Els obusos van aterrar de manera inofensiva en un camp d'artilleria on un grup dels Green Howards s'estava exercint. Durant la resta de l'any, va navegar pels mars Egeu, Adriàtic i Mediterrani, liderant una sèrie intensiva d'exercicis de la flota a l'agost a causa de l'augment de la tensió internacional. Va emprendre un altre creuer pel Mediterrani occidental a la primavera de 1939. Al juny de 1939, el vicealmirall Andrew Cunningham va substituir Dudley Pound i va portar el Warspite a Istanbul per a converses amb el govern turc. Quan es va declarar la guerra al setembre, el Mediterrani va romandre en silenci i el Warspite va ser convocat per unir-se a la Home Fleet després de la pèrdua del HMS Royal Oak.

### Segona Guerra Mundial

#### Atlàntic i Nàrvik (1939–1940)

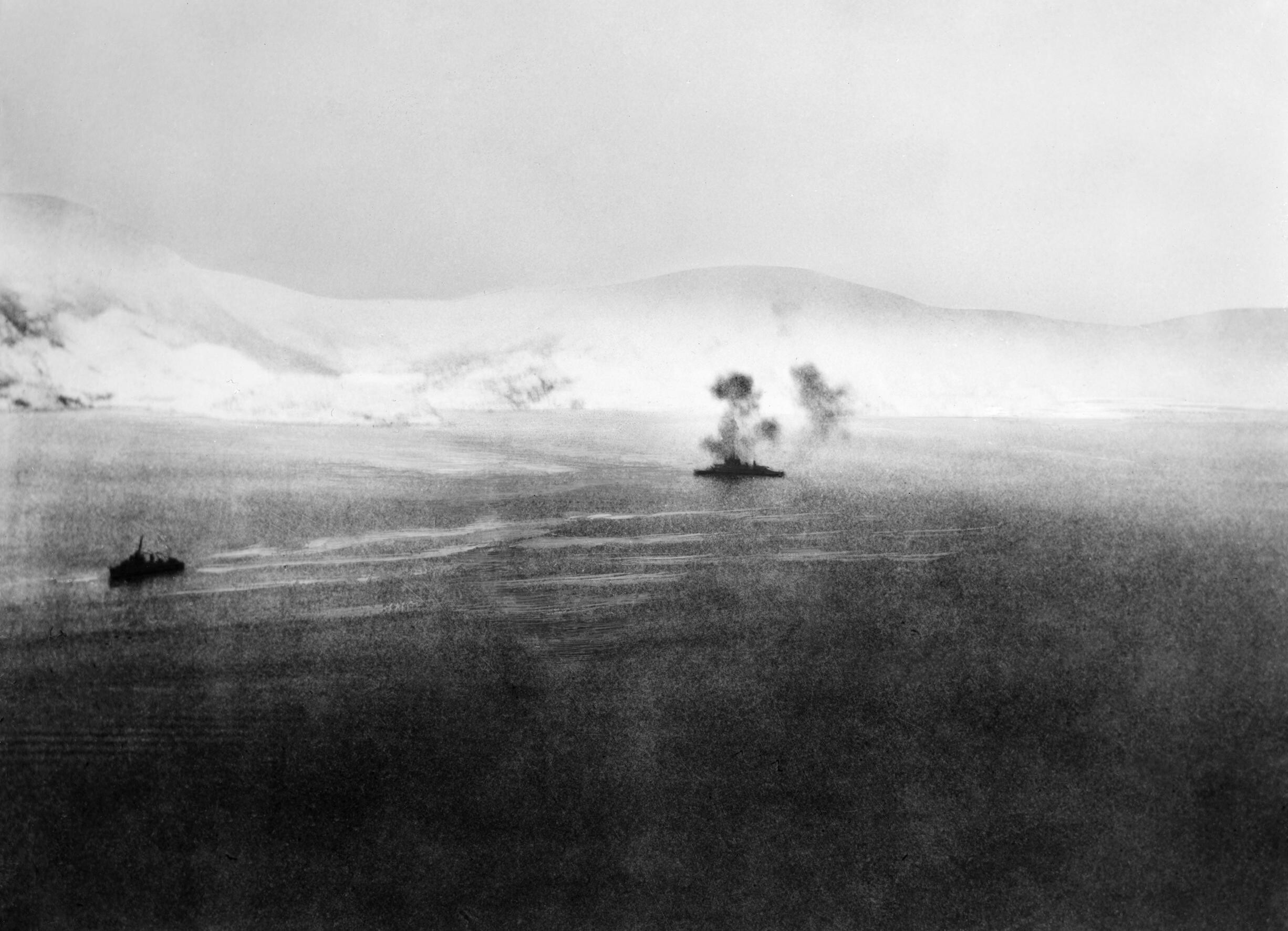
El Warspite enfrontant-se a les bateries de la costa durant la Segona Batalla de Nàrvik

La primera tasca del Warspite va ser escortar el comboi HX 9 que transportava combustible des de Nova Escòcia fins al Regne Unit. Va ser desviat cap al nord a la recerca dels cuirassats alemanys Scharnhorst i Gneisenau que havien enfonsat el creuer mercant armat Rawalpindi al nord de les illes Fèroe, però no va aconseguir contactar.
L'abril de 1940, el Warspite havia començat el seu viatge de tornada al Mediterrani quan els alemanys van envair Dinamarca i Noruega; es va incorporar a la Home Fleet el 10 d'abril i va procedir cap a Nàrvik. El 13 d'abril, el vicealmirall William Whitworth va hissar la seva bandera al Warspite i va dirigir nou destructors, tres mines escombraries i sis en paper ofensiu, a Ofotfjord per neutralitzar una força de vuit destructors alemanys atrapats prop del port de Nàrvik. Els seus hidroavions Fairey Swordfish va enfonsar l'U-boat alemany U-64 amb bombes de 250 lliures, convertint-se en el primer avió a enfonsar un U-boat durant la guerra. El Swordfish va continuar proporcionant informes precisos d'observació durant la primera tarda, que eren, sens dubte, més importants per al curs de la batalla que els canons del Warspite. Els destructors britànics aviat van obrir foc contra els seus homòlegs, que gairebé havien esgotat el combustible i les municions després de la primera batalla Naval de Nàrvik. Tots van ser enfonsats durant l'acció. el Warspite va destruir el  Z13 Erich Koellner, molt danyat, amb laterals, mentre va danyar el Z17 Diether von Roeder i el  Z12 Erich Giese. El Diether von Roeder va haver de ser enfonsat mentre el Erich Giese va ser enfonsat juntament amb destructors. La segona batalla Naval de Nàrvik va ser considerada un èxit. Va romandre a les aigües noruegues, participant en diversos bombardejos costaners al voltant de Nàrvik el 24 d'abril, però aquests van resultar ineficaços i va tornar a Scapa Flow abans de ser enviat al Mediterrani el 28 d'abril.

#### Mediterrània (1940–1941)
Calàbria

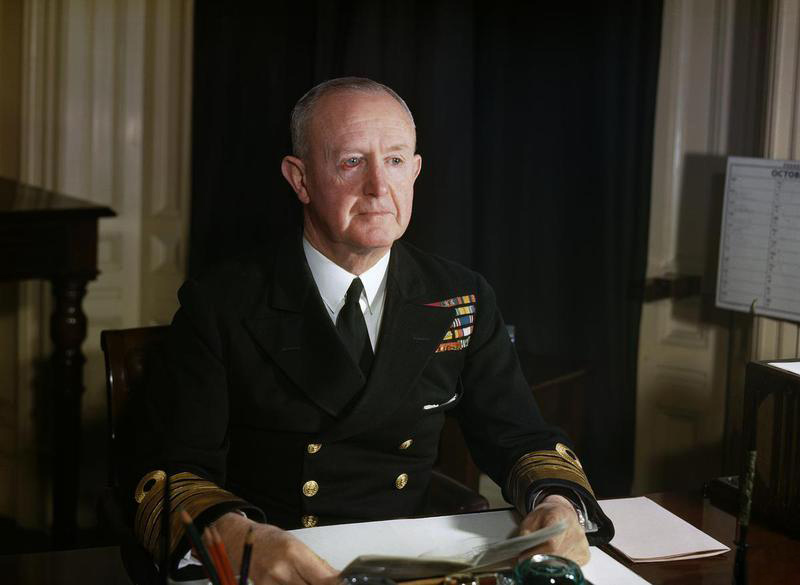
L'Almirall Sir Andrew Cunningham

El Warspite va arribar amb seguretat a Alexandria abans que Itàlia entrés a la guerra el 10 de juny de 1940. L'almirall Cunningham va portar la flota a la mar el 7 de juliol per reunir-se amb dos combois que viatjaven de Malta a Alexandria, sabent que part de la flota italiana estava escortant el seu propi comboi a Trípoli. Cunningham esperava atraure la Regia Marina a la batalla navegant cap a la "punta de la bota" d'Itàlia per tallar-los de la seva base a Tàrent. Les dues flotes finalment es van trobar a 30 milles de Punta Stilo a la batalla de Calàbria el 9 de juliol de 1940. Inicialment, els creuers aliats, armats amb canons de 6 polzades, van ser superats pels canons de 8 polzades dels seus homòlegs italians més pesats i es van separar. En veure que estaven sota pressió, Cunningham va prendre el Warspite per davant per ajudar els seus creuers. Els creuers italians es van girar sota una cortina de fum mentre els cuirassats Giulio Cesare i Conte di Cavour tancaven el Warspite abans que el Malaya i el Royal Sovereign poguessin agafar-lo.
Durant la batalla, el Warspite va aconseguir un dels impactes d'artilleria més llarg d'una nau en moviment a un objectiu en moviment de la història, colpejant el Giulio Cesare a una distància d'aproximadament 24 km (26.000 iardes), (l'altre va ser un tir de Scharnhorst que va colpejar el Glorious a aproximadament. la mateixa distància el juny de 1940). L'obús va perforar l'embut posterior del Giulio Cesare i va detonar al seu interior, fent un forat de gairebé 6,1 metres (20 peus) de diàmetre, mentre que els fragments van iniciar diversos incendis i el seu fum va ser arrossegat a les sales de calderes, deixant fora de servei quatre calderes ja que els seus operadors no podien respirar, cosa que va reduir el la velocitat del vaixell fins a 18 nusos (33 km/h; 21 mph). Sense saber fins a quin punt era el dany, Campioni va ordenar als seus cuirassats que es retiressin davant d'un nombre superior britànic i es van separar darrere d'una cortina de fum col·locada per destructors italians. Els destructors i creuers d'ambdós bàndols van continuar disparant durant mitja hora, però amb el Malaya i el Royal Sovereign entrant al seu abast, la flota italiana es va desenganxar. Més de 125 avions de la Regia Aeronautica va atacar els vaixells durant les tres hores següents però no va causar danys. El Warspite va tornar a Alexandria el 13 de juliol.
Tàrent
A mitjans d'agost, es va disposar a bombardejar Bardia i el 6 de novembre va navegar des d'Alexandria per donar cobertura a la batalla de Tàrent, un atac de torpediners contra vaixells al port de Tàrent. Com a resultat d'aquest atac, el Warspite i el Valiant van poder bombardejar la base de subministrament italiana al port adriàtic de Vlorë a mitjans de desembre. El 10 de gener de 1941, el Warspite va ser lleugerament danyat per una bomba mentre operava amb la Força A durant l'operació Excés.
Cap Matapan

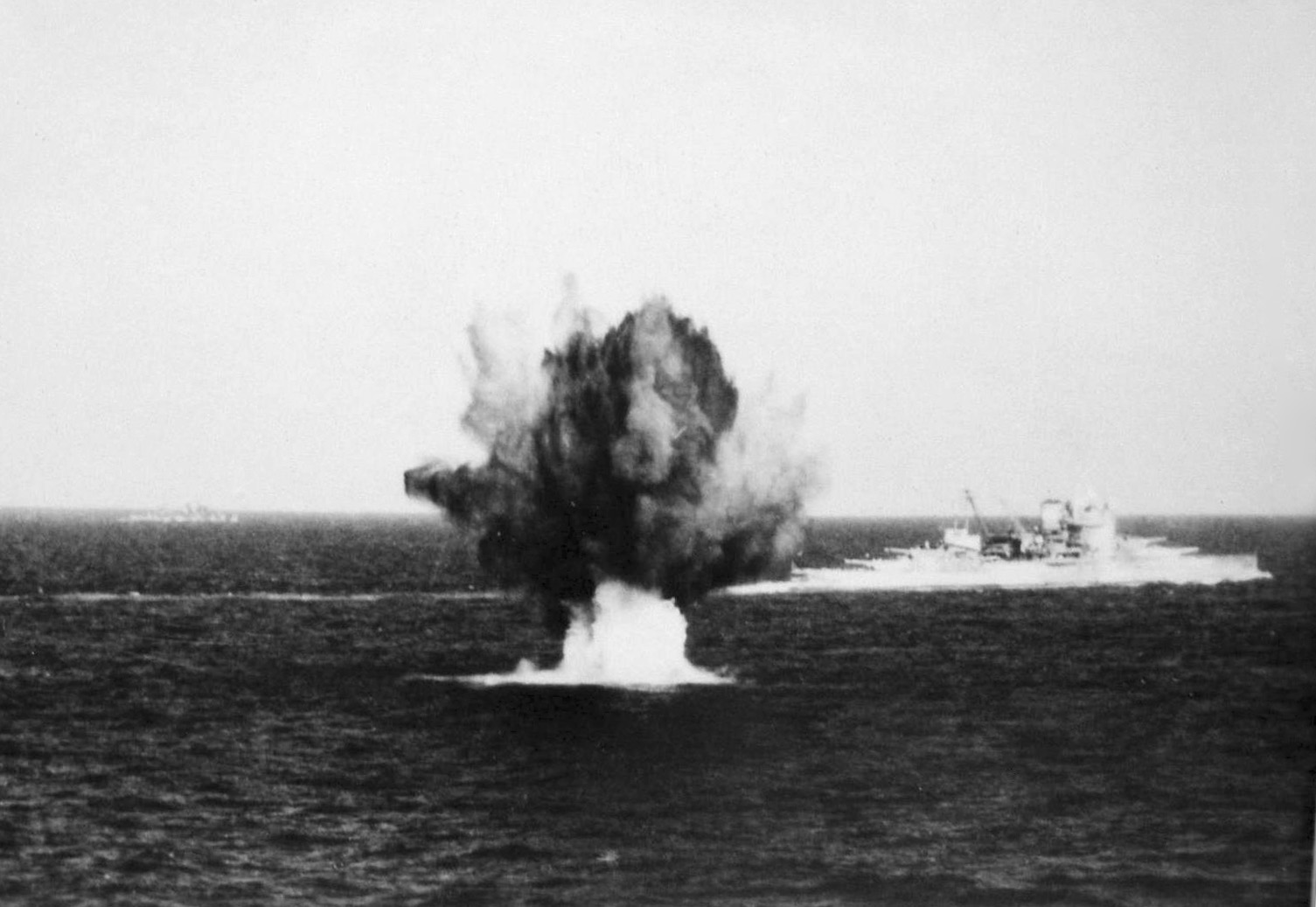
El Warspite sota atac a la Mediterrània, 1941

El març de 1941, per donar suport a la planificada invasió alemanya dels Balcans, la flota italiana del vicealmirall Angelo Iachino, dirigida pel cuirassat Vittorio Veneto, va navegar per interceptar els combois aliats entre Egipte i Grècia. Avisat de les intencions italianes per la intel·ligència de l'Escola Governamental de Codi i Xifrat de Bletchley Park, l'almirall Cunningham va posar la seva flota al mar el 27 de març de 1941, ondant la seva bandera al Warspite. El 28 de març, els creuers britànics es van trobar amb la flota italiana i es van veure obligats a apartar-se pels canons pesats del Vittorio Veneto. Per salvar els seus creuers, Cunningham va ordenar un atac aeri, i va fer que Iachino es retirés. Els atacs aeris posteriors van danyar el cuirassat i el creuer Pola, frenant el primer i paralizant el segon. El Vittorio Veneto va escapar cap a l'oest quan va caure el capvespre, però els britànics van perseguir durant la nit, primer van detectar el Pola pel radar i després dos dels seus vaixells germans. El Warspite, el Valiant i el Barham es van llançar sobre els desprevinguts vaixells italians i, ajudats pels reflectors, van destruir els creuers pesats Fiume i Zara i dos destructors a boca de canó. El Pola també va ser enfonsat un cop la seva tripulació havia estat evacuada. Després d'haver establert mitjançant reconeixements aeri que la resta de la flota italiana havia escapat, el Warspite va tornar a Alexandria el 29 de març, sobrevivint als atacs aeris sense patir baixes.
La batalla del cap Matapan va tenir un efecte paralitzador sobre la Regia Marina, proporcionant a la Royal Navy l'oportunitat d'enfortir el seu control sobre el Mediterrani, com ho demostra la batalla desigual del comboi Tarigo prop de les illes Kerkennah el 16 d'abril. Això no va ser suficient i l'èxit de l'Afrika Korps al nord d'Àfrica va induir Churchill a ordenar un atac desesperat a Trípoli per bloquejar la ruta de subministrament de l'Eix enfonsant un cuirassat al port. Cunningham va rebutjar aquest pla, però el 21 d'abril va navegar amb el Warspite per bombardejar el port en companyia del Barham i el Valiant, the el creuer Gloucester i diversos destructors. L'atac va ser ineficaç, en part a causa de la mala visibilitat creada per la pols d'un bombardeig anterior de la RAF; la flota va tornar a Alexandria sense danys. La inutilitat de la missió i l'exposició dels seus cuirassats van provocar un tens intercanvi de cartes entre Cunningham i Churchill.
Creta
Durant la batalla de Creta, el Warspite es va utilitzar com a bateria antiaèria flotant i com molts altres vaixells, va patir greus danys pels atacs aeris alemanys el 22 de maig. Una bomba de 500 lliures va danyar les seves bateries a estribord de 4 i 6 polzades, va obrir el costat del vaixell i va matar 38 homes. L'atac va ser dut a terme pel Jagdgeschwader 77. Loberleutnant Kurt Ubben, un futur as de l'aviació amb 110 avions enemics abatuts, va reclamar un impacte al vaixell de guerra. Va poder tornar a port amb el seu propi vapor, però el dany no es va poder reparar a Alexandria i es va decidir que hauria de ser enviada a Bremerton, a la costa oest dels Estats Units.

#### Reparació i muntatge
El juny de 1941, el Warspite va marxar d'Alexandria cap a la drassana naval de Bremerton als Estats Units, arribant-hi l'11 d'agost, després d'haver viatjat pel canal de Suez, a través de l'oceà Índic fins a Ceilan, aturant-se a Manila, després a Pearl Harbor i finalment a Esquimalt pel camí. Les reparacions i modificacions van començar a l'agost, incloent la substitució dels seus 15 canons deteriorats, l'addició de més armes antiaèries, millores al pont i un nou radar de superfície i antiaeri. El Warspite encara era a la drassana quan l'Armada japonesa va atacar Pearl Harbor i es va posar en alerta ja que hauria estat un dels pocs vaixells del port que podria haver proporcionat defensa antiaèria si els japonesos haguessin atacat a l'est. Va ser reencarregat el 28 de desembre i va realitzar proves al mar prop de Vancouver abans de navegar per la costa oest dels Estats Units i Mèxic, creuant l'equador i arribar a Sydney el 20 de febrer de 1942. Es va unir a la Flota Oriental a Trincomalee a el març de 1942.

#### Oceà Índic (1942–1943)

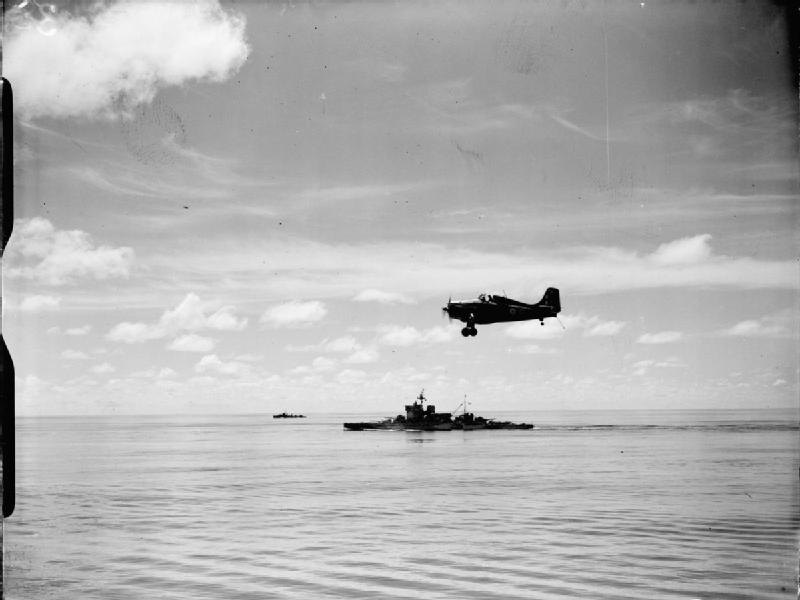
Un Grumman Martlet de l'HMS Formidable que volava prop de l'HMS Warspite durant les operacions a Madagascar

El Warspite es va unir a la Flota Oriental com a vaixell insígnia de l'almirall Sir James Somerville, que l'havia comandat el 1927. Inicialment, el Warspite tenia la seu a Ceilan, formant un grup ràpid amb els portaavions Formidable i Indomitable, quatre creuers i sis destructors. Al març, Somerville va rebre informació d'intel·ligència que indicava que la Força d'Atac de Portaavions Ràpids japonesos es dirigia cap a l'oceà Índic i va traslladar la seva base a l'atol Addu a les Maldives. El vicealmirall Chuichi Nagumo va utilitzar cinc portaavions i quatre cuirassats en l'atac de l'oceà Índic una sortida naval a l'oceà Índic a l'abril, atacant la navegació i les bases aliades a l'oceà Índic i al golf de Bengala. La flota de Somerville estava superada i superada en nombre, però esperava apropar-se prou per llançar un atac nocturn amb torpediners. El grup ràpid del Warspite va salpar per interceptar el 4 d'abril, detectant l'atac japonès als creuers Cornwall i Dorsetshire i més tard, un avió d'exploració del creuer Tone. Les flotes no es reunien; el Warspite es va retirar a l'atol Addu i després a Kilindini a la costa d'Àfrica oriental per protegir les rutes dels combois. Els japonesos creien que encara era a Sydney i van ordenar l'atac al port de Sydney.
Durant els mesos de maig i juny, el Warspite va continuar actuant com a vaixell insígnia de Somerville, realitzant exercicis amb altres elements de la flota i avions a terra a Ceilan. A principis de juny, va ser enviada a caçar els creuers auxiliars japonesos Aikoku Maru i Hōkoku Maru prop de l'arxipèlag de Chagos, però no els va trobar.
A l'agost, va participar en l'operació Punyalada, un atac simulat a les illes Andaman per distreure els japonesos dels preparatius nord-americans per atacar Guadalcanal. Va cobrir els desembarcaments a Mahajanga i Tamatave durant la batalla de Madagascar, una invasió aliada, al setembre. El seu radar de superfície va ser substituït a Durban a l'octubre i el capità Packer, el seu antic oficial assistent d'artilleria a Jutlàndia, va prendre el comandament el gener de 1943. La resta de la travessa del Warspite va ser sense incidents. Es va sotmetre a una breu reparació a Durban a l'abril i va tornar al Regne Unit el maig de 1943, després d'haver navegat aproximadament 160.000 milles des que va començar la guerra.

#### Mediterrània (1943–1944)
Es va sotmetre a una breu reparació al maig en un altre intent de solucionar el seu problema de direcció, després es va unir a la Força H a Scapa Flow, sortint el 9 de juny cap a Gibraltar en companyia d'altres cinc cuirassats, dos portaavions i dotze destructors. Assignada a la Divisió 2 amb el Valiant i el Formidable, va tornar a Alexandria el 5 de juliol en preparació de l'operació Husky, la invasió aliada de Sicília. La Primera i la Segona divisió es van trobar al golf de Sirte el 9 de juliol i van cobrir els combois que es van reunir. El Warspite es va desplaçar per carregar combustible a Malta el 12 de juliol, la primera visita d'un cuirassat britànic des del desembre de 1940. El 17 de juliol, va bombardejar Catània en suport d'un atac infructuós del Vuitè Exèrcit, encara que el seu problema de direcció va retardar temporalment la seva presa de posició. Va tornar a Malta a gran velocitat el 18 de juliol, evitant diversos atacs aeris durant la nit. Al seu retorn, l'almirall Cunningham va encunyar sense voler el sobrenom amb el qual seria coneguda a partir d'aleshores quan va dir: " Operació ben realitzada. No hi ha dubte que quan la vella dama s'aixeca les faldilles pot córrer."

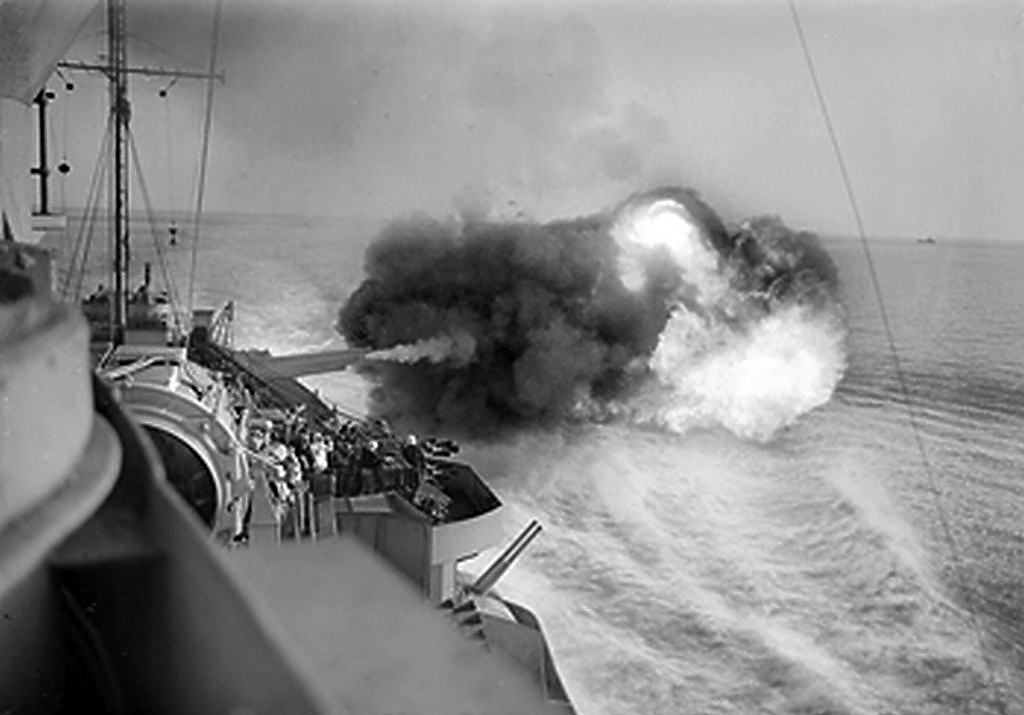
El Warspite bombardeja les posicions alemanyes a Catània, juliol de 1943

Entre el 2 i el 3 de setembre, el Warspite i el Valiant van cobrir l'assalt a través de l'estret de Messina i van bombardejar les bateries costaneres italianes prop de Reggio. Entre el 8 i el 9 de setembre, la Força H, que cobria els desembarcaments a Salern, va patir un ferotge atac aeri alemany i va evitar per poc ser torpedinat. La decisió del govern italià ja havia estat vacil·lant en el moment de la victòria dels aliats al nord d'Àfrica; la invasió de Sicília i els atacs aeris a la Itàlia continental van encoratjar les negociacions. Van signar un armistici el 3 de setembre, que va entrar en vigor el 8 de setembre. Ansiosos per assegurar-se que els alemanys no es fessin amb 200 vaixells de guerra addicionals, els aliats van insistir que la Regia Marina havia de navegar cap als ports aliats. Tres dies més tard, el Warspite es va reunir i va conduir elements de la flota italiana, inclosos el Vittorio Veneto i l'Italia, a l'internament a Malta. Va repetir aquest procés el 12 de setembre per al seu oponent de la batalla de Calàbria, el  Giulio Cesare.

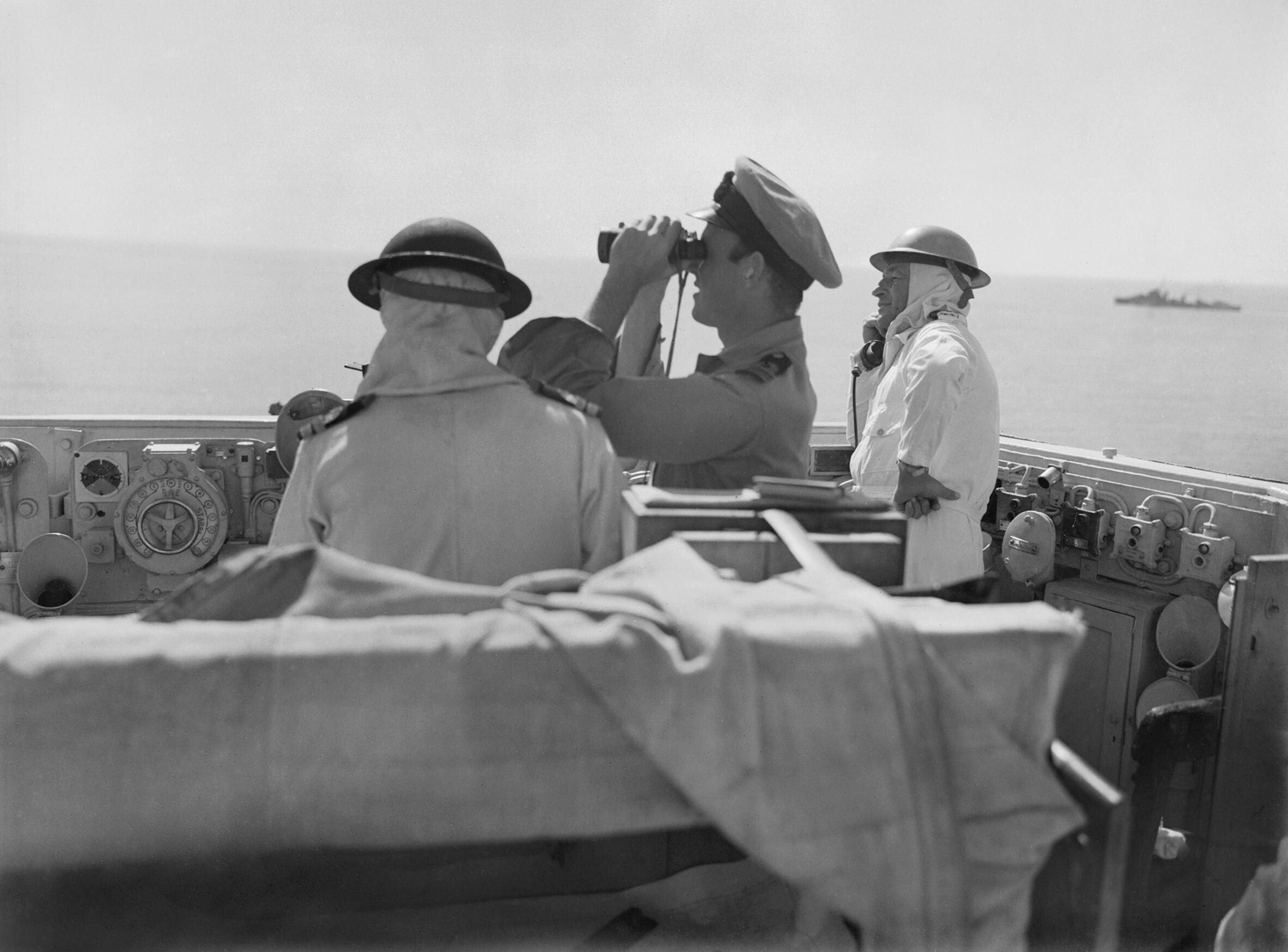
El capità Packer (dreta) dirigint el bombardeig a Reggio, setembre de 1943

El 14 de setembre, la Força H va ser convocada al Regne Unit per començar els preparatius per a la invasió de França, però el Warspite i el Valiant es van separar per donar suport a les forces aliades a Salerno. Encara que els italians s'havien rendit, els alemanys s'havien anticipat a això i van moure les forces a posició per bloquejar el desembarcament aliat. Les forces nord-americanes prop de Battipaglia es trobaven en una situació precària després dels contraatacs alemanys. Després d'arribar a Salerno el 15 de setembre, el Warspite va bombardejar un dipòsit de municions i altres posicions al voltant d'Altavilla Silentina, desmoralitzant les forces alemanyes i donant temps perquè arribessin reforços aliats. Durant la nit, la flota va patir un intens atac aeri, però va poder continuar amb les tasques de bombardeig l'endemà. No obstant això, a primera hora de la tarda va ser atacada per un esquadró de caces-bombarders Focke-Wulf Fw 190 de la Luftwaffe i després, des de gran altitud, per tres bombarders Dornier Do 217 del KG 100 armats amb una bomba guiada primerenca, la Fritz X. Va ser colpejat directament una vegada; un segon quasi errat va obrir les protuberàncies del torpede mentre que el tercer va fallar per complet. Les bombes que el van colpejar van colpejar prop de l'embut, tallant les seves cobertes i fent un forat de 20 peus a la part inferior del casc, paralizant-lo. Tot i que el dany havia estat considerable, les víctimes només van ser nou morts i catorze ferits.
Aviat va estar de viatge cap a Malta, escortada pel creuer antiaeri Delhi i quatre destructors, mentre era remolcada per remolcadors de la Marina dels Estats Units. Remolcar un vaixell de les dimensions del Warspite va resultar difícil, i en un moment va trencar totes les línies de remolc i va derivar de costat per l'estret de Messina. Va arribar a Malta el 19 de setembre i va emprendre reparacions d'emergència abans de ser remolcada a Gibraltar el 12 de novembre. El Warspite va tornar a Gran Bretanya el març de 1944 per continuar les seves reparacions a Rosyth. El capità Packer va ser esmentat en els enviaments per les seves accions de portar el vaixell a Malta, la segona vegada havia entrat coixejant a port a bord d'un el Warspite molt danyat .

#### Nord-oest d'Europa (1944–1945)

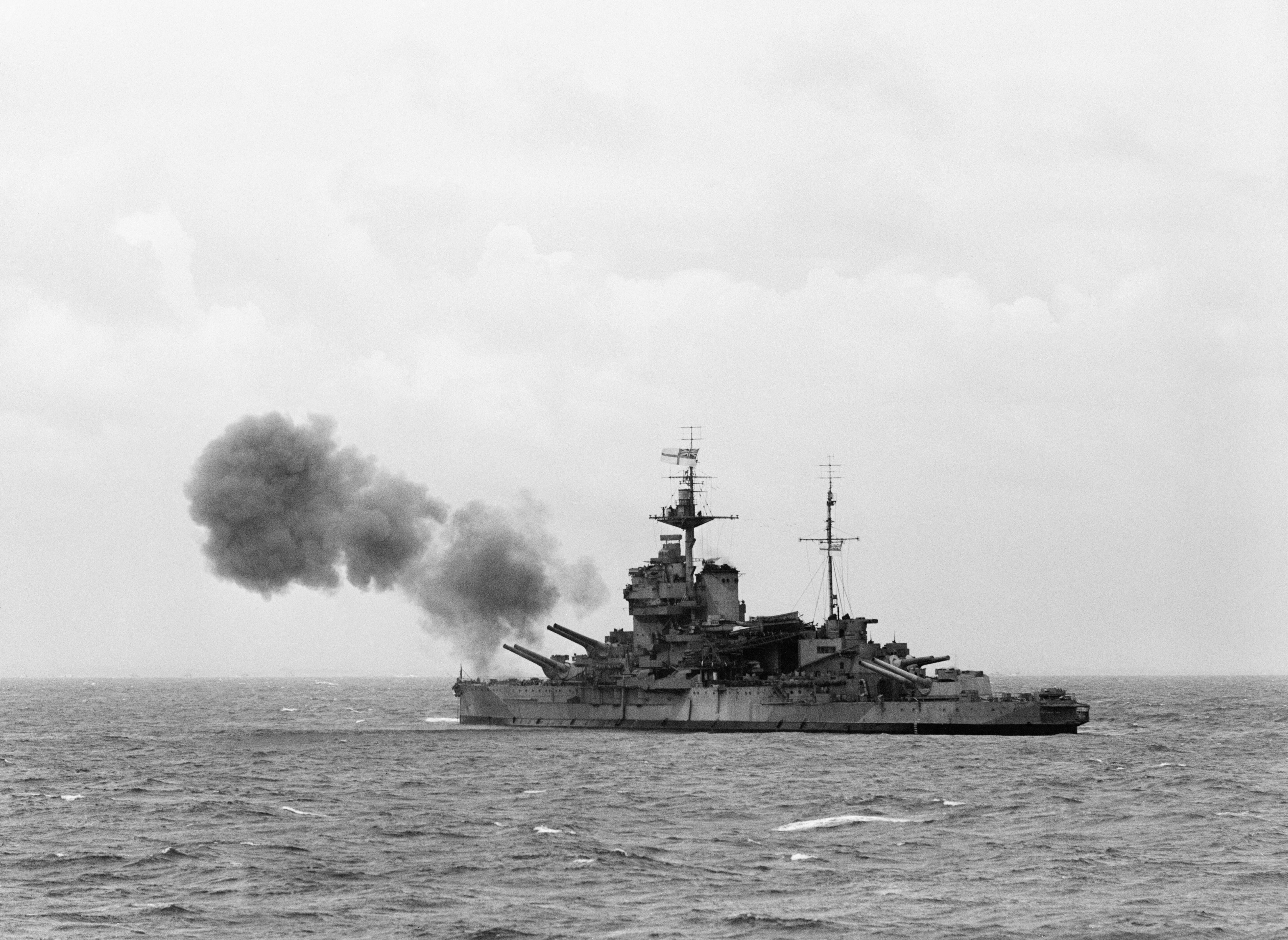
El Warspite bombardejant posicions defensives davant de Normandia, el 6 de juny de 1944

A Rosyth, els canons de 6 polzades del Warspite van ser retirats i coberts, i un caixó de formigó va cobrir el forat deixat pel míssil alemany. Una de les seves sales de calderes i la torreta X no es van poder reparar, romanent fora d'acció durant la resta de la seva carrera. Va sortir de Greenock el 2 de juny de 1944 amb sis canons de 15 polzades, vuit canons antiaeris de 4 polzades i quaranta pompons, unint-se a la Força de Bombardeig D de la flota d'invasió de Normandia sortint de Plymouth dos dies després.
A les 05:00 del 6 de juny de 1944, el Warspite va ser el primer vaixell a obrir foc, bombardejant la bateria alemanya a Villerville des d'una posició a 26.000 iardes de la costa, per donar suport als desembarcaments de la 3a Divisió britànica a Sword Beach. Va continuar amb les tasques de bombardeig el 7 de juny, però després de disparar més de 300 obusos va haver de rearmar-se i va creuar el Canal fins a Portsmouth. Va tornar a Normandia el 9 de juny per donar suport a les forces nord-americanes a Utah Beach i després, l'11 de juny, va prendre posició davant Gold Beach per donar suport a la 69a Brigada d'Infanteria britànica prop de Cristot. El 12 de juny, va tornar a Portsmouth per rearmar-se, però les seves armes estaven esgotades, així que se li va ordenar navegar cap a Rosyth per l'estret de Dover, el primer cuirassat britànic que ho va fer des que va començar la guerra. Va evadir les bateries costaneres alemanyes, en part a causa de l'efectivitat del radar, però va colpejar una mina a 28 milles de Harwich a principis del 13 de juny. Les reparacions dels seus eixos d'hèlix i la substitució dels canons van durar fins a principis d'agost; va navegar a Scapa Flow per calibrar els nous barrils amb només tres eixos funcionals, limitant la seva velocitat màxima a 15 nusos, encara que ara l'Almirallat considerava que el seu paper principal era el d'un vaixell de bombardeig.
El Warspite va arribar a Ouessant el 25 d'agost de 1944 i va atacar les bateries costaneres a Le Conquet i Pointe Saint-Mathieu durant la batalla de Brest. El VIII Cos dels Estats Units finalment va capturar "Festung Brest" el 19 de setembre, però aleshores el Warspite s'havia traslladat al següent port. En companyia del monitor Erebus, va dur a terme un bombardeig preparatori d'objectius al voltant de Le Havre abans de l'operació Astonia el 10 de setembre, conduint a la presa de la ciutat dos dies més tard. La seva tasca final era donar suport a una operació anglocanadenca per obrir el port d'Anvers, que havia estat capturat al setembre, netejant l'estuari de l'Escalda de les fortaleses alemanyes i dels emplaçaments de canons. Amb els monitors Erebus i Roberts, va bombardejar objectius a l'illa Walcheren l'1 de novembre de 1944, tornant a Deal l'endemà, després d'haver disparat les seves armes per última vegada.

### Desmantellament
Durant la seva carrera de servei, el Warspite havia estat a l'altura del seu lema, suportant focs d'obusos, bombardejos, embassaments, mines i un míssil guiat. No obstant això, el temps havia passat factura i es necessitaven vaixells més moderns per continuar la guerra a l'Extrem Orient. Tot i que hi va haver propostes per conservar-la com a vaixell museu, l'Almirallat va aprovar el desballestament del Warspite el juliol de 1946 i va navegar de Spithead a Portsmouth per retirar-li les armes.
El 19 d'abril de 1947, el Warspite va marxar de Portsmouth per al desballestament a Faslane, al riu Clyde. Durant el camí, es va trobar amb una forta tempesta i el remolcador del remolcador naval Bustler es va separar, mentre que l'altre remolcador Metinda III va lliscar el seu remolc. En condicions de força de tempesta, el Warspite va deixar caure una de les seves àncores a Mount's Bay, que no va aguantar, i la tempesta el va portar a Mount Mopus Ledge prop de Cudden Point. Més tard, es va reflotar a Prussia Cove. La seva tripulació de només set homes va ser salvada pel Penlee Lifeboat W. & S.Hi va haver diversos intents de reflotar-la però el casc va quedar molt malmès.
El 1950 es va intentar un intent de reflotar-lo. Una gran multitud i els mitjans van veure com el personal de rescat es posava a treballar. Malgrat l'ús de 24 tancs de compressor que bombejaven aire als seus tancs, el rescat va fallar. No hi havia prou profunditat d'aigua per flotar fora de l'escull en una tempesta creixent del sud-oest. El vaixell de salvament Barnet, que feia guàrdia durant la nit sota la proa del Warspite, va ser empès cap a la sala de màquines, es va remolcar i finalment va anar a la deriva a Long Rock, unes poques milles a l'oest. No obstant això, a l'agost, el cuirassat va ser finalment encallat a la muntanya de Sant Miquel i després d'un altre rescat es va fer un altre intent de reflotar-lo al novembre. El remolcador de Falmouth Masterman va passar la nit als Hogus Rocks després de no poder remolcar el Warspite; i el seu germà remolcador Tradesman tenia 18 m de filferro embolicat al voltant de la seva hèlix quan intentava treure el Masterman de les roques. Ajudat pel seu compressor i dos motors de reacció d'un avió experimental, el casc es va traslladar finalment 130 peus (40 m) més a prop de la costa i l'estiu de 1955, el desballestament in situ va provocar la seva desaparició de la vista. Segons els contractistes, segueix sent l'operació de salvament més gran mai realitzada a les aigües britàniques.

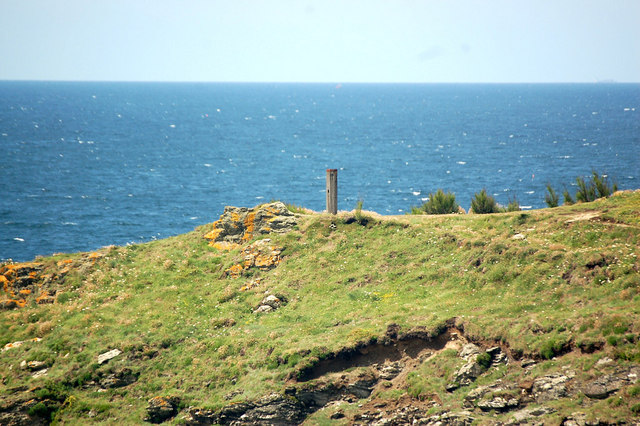
Memorial del Warspite, Prussia Cove

Es va col·locar una pedra commemorativa a prop de la muralla de Marazion i després es va traslladar una curta distància. La pedra va ser descoberta per l'almirall Sir Charles Madden i les oracions van ser llegides per un antic membre de la tripulació. Les restes dels pals es troben al pati de Porthealls House, Prussia Cove i una part es va erigir en un cap, amb vistes a Prussia Cove. Un dels seus tompions de 15 polzades i la porta de la capella es troben al Museu Naval Reial de Portsmouth. La seva placa d'identificació estava en poder del pub, The Wink, a Lamorna, Cornualla però des de llavors s'ha venut a una subhasta. La roda del vaixell va ser donada pel rei Jordi VI al rei Haakon VII de Noruega el 1947, que més tard la va donar a la ciutat de Narvik. Es conserva a l'Ajuntament de Narvik. Les fustes del vaixell també s'utilitzarien per crear records commemoratius de diversos tipus, com cendrers i obrecartes.

## Honors de batalla
Aquest Warspite aconseguí 15 dels 25 honors de batalla atorgats per la Royal Navy a vaixells amb aquest nom:
Primera Guerra Mundial
- Jutlàndia 1916

Segona Guerra Mundial
- Atlàntic 1939
- Nàrvik 1940
- Noruega 1940
- Calàbria 1940
- Mediterrània 1940-41-43
- Combois de Malta 1941
- Cap Matapan 1941
- Creta 1941
- Sicília 1943
- Salerno 1943
- Canal de la Mànega 1944
- Normandia 1944
- Biscay 1944
- Walcheren 1944